# Villers-le-Bouillet

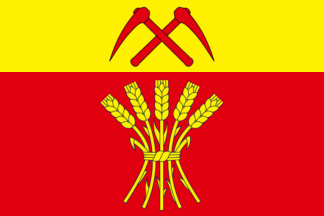
Fahne

Villers-le-Bouillet ist eine Gemeinde in der belgischen Provinz Lüttich. Sie besteht aus den Ortschaften Villers-le-Bouillet, Fize-Fontaine, Vaux-et-Borset, Vieux-Waleffe und Warnant-Dreye.

## Weblinks

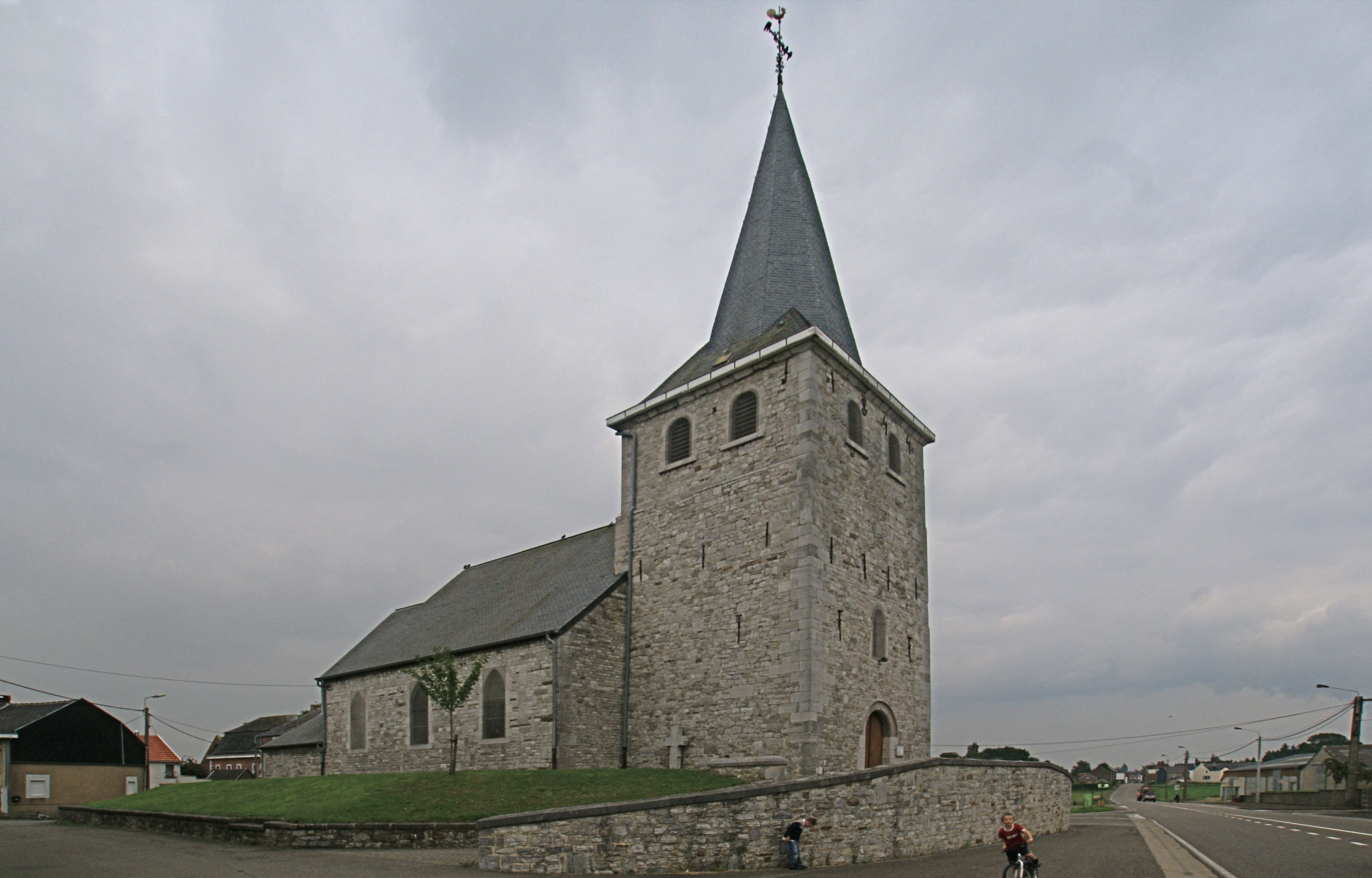
Sankt-Martins-Kirche

## Persönlichkeiten
- Robert Collignon (* 1943), Politiker